# Bendagahalli, Nanjangud
Bendagahalli là một làng thuộc tehsil Nanjangud, huyện Mysore, bang Karnataka, Ấn Độ.